# БІЧ-11

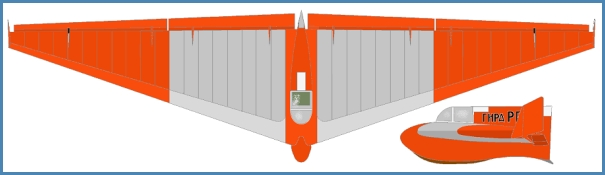
БІЧ-11

БІЧ-11 — експериментальний літак конструктора Бориса Черановскім.

## Історія
Літак був побудований для випробувань рідинного ракетного двигуна ОР-2 конструктора Фрідріха Цандера за аеродинамічною схемою «літаюче крило». Двигун мав масу 18 кг і тягу 0,62 кН. Він повинен був встановлюватися за кабіною льотчика. Баки для пального і окислювача передбачалося розмістити в обтічниках з боків фюзеляжу. Після установки ракетного двигуна передбачалося перейменувати літак в РП-1 (Ракетний планер — 1).
Крило літака було трапецієподібним. Спочатку літак літав як планер на IX планерних змаганнях 1933 року. У березні 1933 року Фрідріх Цандер помер. Від установки РРД на літак довелося відмовитися. Для продовження випробувань Біч-11 оснастили поршневим двигуном Scorpion.

## Льотно-технічні характеристики
- Розмах крила — 12,10 м
- Довжина літака — 3,25 м
- Площа крила — 20,00 м²
- Маса порожнього літака — 200 кг
- Двигун — 1 × ПД ABC Scorpion
- Потужність — 1 × 27 л. с.
- Екіпаж — 1 людина